# 615
Năm 615 là một năm trong lịch Julius. 